# Karl Ludwig von Bruck
Karl Ludwig von Bruck báró (Elberfeld, 1798. október 8. – Bécs, 1860. április 23.) osztrák pénzügyminiszter.

## Életpályája
Részt vett az 1815. évi hadjáratban, azután beutazta Angliát és Franciaországot, 1821-ben pedig, hogy a görög szabadságharcban részt vegyen, Triesztbe utazott, ám ott állandó jelleggel megtelepedett s mint a Lloyd-társulat egyik alapítója és igazgatója nagy tekintélyre tett szert. 1848-ban beválasztották a német nemzetgyűlésbe és a bécsi októberi forradalom után a Schwarzenberg-Stadion-féle kormányban elvállalta a kereskedelem, ipar és közmunkák tárcáját. E minőségében rendkívüli tevékenységet fejtett ki. Kereskedelmi kamarákat állított fel, reformálta a postát és a konzuli hivatalokat, fontos távíró vonalakat létesített, vasutakat épített stb. 1849-ben a császár -  érdemei jutalmául - bárói rangra emelte. 1851-ben elbocsátották s miután 1853-ban Konstantinápolyban fontos diplomáciai missziót teljesített, 1855-ben a pénzügyminiszteri tárcát vette át. De az általa sürgetett mélyreható reformokat nem vitték keresztül és az 1859. évi olasz háború aztán annyira tönkretette Ausztria pénzügyi hitelét, hogy a Bruck által kibocsátott sorsjáték kölcsönre 200 millió helyett csak 70 milliót írtak alá. A pénzügyi bajt politikai reformok útján akarta orvosolni, és a császárnak egy emlékiratot nyújtott át (Die Aufgaben Österreichs cím alatt, megjelent 1860-ban Lipcsében), amelyben szabadelvű reformokat sürgetett: képviseleti alkotmányt minden koronatartomány számára, a vallásfelekezetek, egyenlősítését, szoros csatlakozást Németországhoz stb. Ezáltal a befolyásos körök haragját vonta magára, ellenségei pedig felhasználták ellene az Eynatten-féle sikkasztási perben történt vallatásokat. Amikor 1860. április 20-án tanúként a vizsgálóbíró elő idézték, a császártól elbocsáttatását kérte, amit kegyvesztés alakjában meg is kapott. Erre április 23-án reggel felmetszett nyakkal találták ágyában. Hagyatékának pontos felvétele után kitűnt, hogy vagyonát az állami szolgálatban nem növelte. A per folyamán kiderült az is, hogy az Eynatten-sikkasztásban nem volt része, de hivatalos helyről csak egy évvel később történt eziránt határozott nyilatkozat.

## Emlékirata
Érdekes emlékiratát volt magántitkára, Heller Izidor adta ki (Memoiren des Barons Bruck aus der Zeit des Krimkriegs, Bécs 1877), Allg. Deutsche Biogr. III. 376. Wurzbach, II. 165 és IX. 373. Springer, Gesch. Österreich II.